# HMM Company
HMM Company Limited (tidligere Hyundai Merchant Marine) er et sydkoreansk containerrederi og shippingvirksomhed.

De har hovedkvarter i Seoul, fire internationale hovedkvarterer, 27 datterselskaber og 52 containerskibe.
Anno 2020 havde HMM verdens to største containerskibe, målt på TEU-kapacitet, hvilket var henholdsvis HMM Algeciras (23.964 TEU) og HMM Copenhagen (23.820 TEU).